# Maciej Graniecki
Maciej Graniecki (ur. 21 czerwca 1951 w Warszawie) – polski urzędnik państwowy, w latach 1994–2001 szef Kancelarii Sejmu, a w latach 2001–2016 szef Biura Trybunału Konstytucyjnego.

## Życiorys
Ukończył studia na Wydziale Prawa i Administracji Uniwersytetu Warszawskiego, specjalizując się w prawie konstytucyjnym i administracyjnym. Od 1974 pracował w Kancelarii Rady Państwa PRL i Urzędzie Rady Ministrów, gdzie w 1993 został sekretarzem Rady Ministrów. Od 1994 do 2001 pełnił funkcję szefa Kancelarii Sejmu. W 2001 został  powołany na stanowisko szefa Biura Trybunału Konstytucyjnego, które zajmował do grudnia 2016. Następnie do 2017 był zatrudniony na stanowisku doradcy prezesa TK, kiedy to przeszedł na emeryturę. W 2009 został powołany przez prezesa Rady Ministrów na członka Rady Służby Cywilnej.
Maciej Graniecki jest współzałożycielem Polskiego Towarzystwa Legislacji, w latach 1996–2010 był prezesem tej organizacji.
W 2001 został laureatem Nagrody im. Andrzeja Bączkowskiego. W 2002 prezydent Aleksander Kwaśniewski, za wybitne zasługi w działalności publicznej i państwowej, odznaczył go Krzyżem Oficerskim Orderu Odrodzenia Polski. W 2015 otrzymał od premier Ewy Kopacz resortową Odznakę Honorową za Zasługi dla Legislacji.
Jest ojcem Jacka Granieckiego, rapera działającego pod pseudonimem artystycznym Tede.